# Beau Bridges
Beau Bridges (* 9. prosince 1941, Los Angeles, Kalifornie, USA) je americký herec. Je synem herce Lloyda Bridgese a jeho přítelkyně z vysoké Dorothy Dean Simpsonové. Je také starším bratrem herce Jeffa Bridgese. Má ještě sestru Cindy. Se svým bratrem si zahrál například ve svém asi nejznámějším filmu Báječní Bakerovi hoši. Jeho dalšími významnými rolemi byl senátor Tom Cage v seriálu V tajných službách nebo generál Hank Landry v seriálu Hvězdná brána.
Má hvězdu na Hollywoodském chodníku slávy.
Je podruhé ženatý. Z prvního manželství má dvě děti, z druhého tři.

## Filmografie
| Rok       | Film/seriál                                                 | Role                         | Poznámky |
| --------- | ----------------------------------------------------------- | ---------------------------- | --- |
| 1948      | No Minor Vices                                              | Bertram                      | |
| 1948      | Síla zla                                                    | Frankie Tucker               | nebyl uveden v titulcích |
| 1949      | The Red Pony                                                | Beau                         | |
| 1949      | Zamba                                                       | Tommy                        | |
| 1951      | The Company She Keeps                                       | Obie                         | nebyl uveden v titulcích |
| 1960–1961 | Sea Hunt                                                    | Warren Tucker                | 2 epizody |
| 1960–1962 | The Clear Horizon                                           | Eddie Tinker                 | |
| 1960–1964 | My Three Sons                                               | Howard Sears                 | 4 epizody |
| 1961      | Zane Grey Theater                                           | Moss                         | 1 epizoda |
| 1961      | The Explosive Generation                                    | Mark                         | |
| 1962      | National Velvet                                             | Mercutio                     | 1 epizoda |
| 1962      | Wagon Train                                                 | Larry Gill                   | 1 epizoda |
| 1962–1963 | The Lloyd Bridges Show                                      | Carl                         | 2 epizody |
| 1962–1963 | Ensign O'Toole                                              | Howard Spencer               | 32 epizod |
| 1963      | Ben Casey                                                   | Lawrence 'Larry' Masterson   | 2 epizody |
| 1963      | Rawhide                                                     | Billy Johanson               | 1 epizoda |
| 1963–1965 | Mr. Novak                                                   | Jaylee Bartlett              | 3 epizody |
| 1965      | Twelve O'Clock High                                         | Steven Corbett               | 1 epizoda |
| 1965      | Village of the Giants                                       | Fred                         | |
| 1965      | The F.B.I.                                                  | Jerry Foley                  | 1 epizoda |
| 1966      | Branded                                                     | Lon Allison                  | 1 epizoda |
| 1966      | The Loner                                                   | Johnny Sharp                 | 2 epizody |
| 1966      | Gunsmoke                                                    | Jason                        | 1 epizoda |
| 1966      | Vacation Playhouse                                          | Brandon Drood                | 1 epizoda |
| 1966–1967 | Uprchlík                                                    | Gary Keller                  | 2 epizody |
| 1966–1976 | Insight                                                     | Dave                         | 5 epizod |
| 1967      | Bonanza                                                     | Horace                       | 1 epizoda |
| 1967      | Walt Disney's Wonderful World of Color                      | Matt Howell                  | 3 epizody |
| 1967      | Cimarron Strip                                              | Billy Joe Show               | 1 epizoda |
| 1967      | Incident                                                    | Felix Teflinger              | |
| 1967      | Felony Squad                                                | Beau                         | 1 epizoda |
| 1968      | For Love of Ivy                                             | Tim Austin                   | nominace na Zlatý glóbus v kategorii Nejlepší herec ve vedlejší roli |
| 1969      | Vesele, jen vesele                                          | Ben Harvey                   | |
| 1970      | Adam's Woman                                                | Adam                         | |
| 1970      | Pan domácí                                                  | Elgar Winthrop Julius Enders | |
| 1971      | Robert Young and the Family                                 |                              | |
| 1971      | The Christian Licorice Store                                | Cane                         | |
| 1972      | Norman Corwin Presents                                      |                              | 1 epizoda |
| 1972      | Hammersmith Is Out                                          | Billy Breedlove              | |
| 1972      | Child's Play                                                | Paul Reis                    | |
| 1973      | The Man Without a Country                                   | Frederick Ingham             | |
| 1973      | Vaše tři minuty uběhly                                      | Charlie                      | |
| 1974      | Lovin' Molly                                                | Johnny                       | |
| 1974      | Benjamin Franklin                                           | Benjamin Franklin            | |
| 1974      | The Stranger Who Looks Like Me                              | Chris Schroeder              | |
| 1974      | The Whirlwind                                               |                              | |
| 1975      | Medical Story                                               | Dr. Steve Drucker            | |
| 1975      | Okno do nebe                                                | Dick 'Mad Dog' Buek          | |
| 1976      | Letní láska                                                 | Jesse                        | |
| 1976      | Nepřemožitelný bukanýr                                      | major Folly                  | |
| 1976      | Two-Minute Warning                                          | Mike Ramsay                  | |
| 1977      | The Four Feathers                                           | Harry Faversham              | |
| 1977      | Greased Lightning                                           | Hutch                        | |
| 1978      | The President's Mistress                                    | Ben Morton                   | |
| 1978      | Shimmering Light                                            | Kevin Pearse                 | |
| 1978–1982 | Hallmark Hall of Fame                                       | Leonard Vole                 | 2 epizody |
| 1979      | Norma Rae                                                   | Sonny                        | |
| 1979      | The Child Stealer                                           | David Rodman                 | |
| 1979      | Železná maska                                               | Ludvík XIV./Filip Gaskoňský  | |
| 1979      | Když běžec klopýtne                                         | Toby Felker                  | |
| 1980      | United States                                               | Richard Chapin               | 13 epizod |
| 1980      | Silver Dream Racer                                          | Bruce McBride                | |
| 1981      | Night Crossing                                              | Guenter Wetzel               | |
| 1981      | Bláznivá dálnice                                            | Duane Hansen                 | |
| 1982      | The Kid from Nowhere                                        | Bud Herren                   | |
| 1982      | Love Child                                                  | Jack Hansen                  | |
| 1983      | Heart Like a Wheel                                          | Connie Kalitta               | |
| 1984      | The Red-Light Sting                                         | Franck Powell                | |
| 1984      | Hotel New Hampshire                                         | Win Berry                    | |
| 1985      | Space                                                       | Randy Claggett               | |
| 1985      | Alenka v říši divů                                          | Unicorn                      | |
| 1985      | Neuvěřitelné příběhy                                        | Teddy                        | 1 epizoda |
| 1986      | Outrage!                                                    | Brad Gordon                  | |
| 1986      | A Fighting Choice                                           | Thad Taylor                  | |
| 1986      | The Thanksgiving Promise                                    | Hank Tilby                   | |
| 1987      | Smrt miluje přesnost                                        | Sam Wayburn                  | |
| 1987      | Ve jménu vlasti                                             | Joe Jennings                 | |
| 1988      | Sedm hodin do rozsudku                                      | John Eden                    | |
| 1989      | Just Another Secret                                         | Jack Grant                   | |
| 1989      | Železný trojúhelník                                         | kapitán Keene                | |
| 1989      | Behind God's Back                                           | Bubba                        | |
| 1989      | Příznaky života                                             | John Alder                   | |
| 1989      | Případ Jessiky McClureové                                   | šéf policie Richard Czech    | |
| 1989      | Báječní Bakerovi hoši                                       | Frank Baker                  | |
| 1989      | Čaroděj                                                     | Sam Woods                    | |
| 1990      | Women and Men: Stories of Seduction                         | Gerry Green                  | |
| 1990      | Táta umírá, kdo má poslední vůli?                           | Orville                      | |
| 1990      | Guess Who's Coming for Christmas?                           | Arnold Zimmerman             | |
| 1991      | Bez varování: Skutečný příběh Jamese Bradyho                | James Brady                  | Zlatý glóbus v kategorii Nejlepší herec v minisérii nebo TV filmu cena Emmy v kategorii Nejlepší herec v hlavní roli v minisérii nebo filmu                              |
| 1991      | Příběhy ze záhrobí                                          | Dr. Martin Fairbanks         | 1 epizoda |
| 1991      | Manželské rošády                                            | John Morden                  | |
| 1991      | Divoký květ                                                 | Jack Perkins                 | |
| 1992      | Mistr kickboxu                                              | Jerry Gabrewski              | |
| 1993      | Elvis and the Colonel: The Untold Story                     | Tom Parker                   | |
| 1993      | The Man with Three Wives                                    | Dr. Norman Grayson           | |
| 1993      | Nepochybně pravdivá dobrodružství údajné texaské vražedkyně | Terry Harper                 | Zlatý glóbus v kategorii Nejlepší herec ve vedlejší roli v seriálu, minisérii nebo TV filmu cena Emmy v kategorii Nejlepší herec ve vedlejší roli v minisérii nebo filmu |
| 1993–1994 | Harts of the West                                           | Dave Hart                    | 15 epizod |
| 1994      | Vault of Horror I                                           |                              | |
| 1994      | Secret Sins of the Father                                   | Tom Thielman                 | |
| 1994      | Million Dollar Babies                                       | Dr. Allan Roy Dafoe          | |
| 1995      | Krajní meze                                                 | Dr. Simon Kress              | 1 epizoda nominace na cenu Emmy v kategorii Nejlepší hostující herec v dramatickém seriálu                                                                               |
| 1995      | Kissinger and Nixon                                         | Richard Nixon                | nominace na cenu Emmy v kategorii Nejlepší herec v hlavní roli v minisérii nebo filmu                                                                                    |
| 1996      | Memphis PD: War on the Streets                              | vypravěč                     | dabing |
| 1996      | A Stranger to Love                                          | Allan Grant/Allan Grey       | |
| 1996      | Nightjohn                                                   | Clel Waller                  | |
| 1996      | Losing Chase                                                | Richard Phillips             | nominace na Zlatý glóbus v kategorii Nejlepší herec v minisérii nebo TV filmu                                                                                            |
| 1996      | The Uninvited                                               | Charles Johnson              | |
| 1996      | Co skrývá Amerika                                           | Bill Januson                 | nominace na cenu Emmy v kategorii Nejlepší herec v hlavní roli v minisérii nebo filmu                                                                                    |
| 1996      | Jerry Maguire                                               | Matt Cushman                 | nebyl uveden v titulcích |
| 1997      | Druhá občanská válka                                        | guvernér Jim Farley          | cena Emmy v kategorii Nejlepší herec ve vedlejší roli v minisérii nebo filmu                                                                                             |
| 1997      | Rakeťák                                                     | Bud Nesbitt                  | |
| 1997      | The Defenders: Payback                                      | Don Preston                  | |
| 1998      | The Defenders: Choice of Evils                              | Don Preston                  | |
| 1998      | The Defenders: Taking the First                             | Don Preston                  | |
| 1998      | Maximum Bob                                                 | soudce Bob Gibbs             | 7 epizod |
| 1999      | Kdo seje vítr                                               | E.K. Hornbeck                | nominace na cenu Emmy v kategorii Nejlepší herec ve vedlejší roli v minisérii nebo filmu                                                                                 |
| 1999      | P.T. Barnum, král cirkusu                                   | P.T. Barnum                  | nominace na cenu Emmy v kategorii Nejlepší herec v hlavní roli v minisérii nebo filmu                                                                                    |
| 1999      | Malí velcí podvodníci                                       | Weed                         | |
| 2000      | Happily Ever After: Fairy Tales for Every Child             | King Big Daddy               | 1 epizoda |
| 2000      | Na nepřátelské půdě                                         | otec Leon                    | |
| 2000      | The Wild Thornberrys                                        | Hayden Adams                 | 1 epizoda |
| 2000      | Život k ničemu                                              | G.W. Nethercott              | |
| 2000      | Fotroviny                                                   | Larry Branson                | |
| 2000      | Beggars and Choosers                                        | Dan Falco                    | 5 epizod |
| 2000      | Píseň všedního života                                       | Omar Duvall                  | |
| 2000      | Let soba                                                    | Nick                         | |
| 2001      | Na palubě Jednorožce                                        | profesor Alan Aisling        | |
| 2001      | Boys Klub                                                   | Mariův otec                  | |
| 2001      | Will a Grace                                                | Daniel McFarland             | 1 epizoda |
| 2001–2003 | V tajných službách                                          | Tom Gage                     | 32 epizod |
| 2002      | Ponížení                                                    | Michael Mulvaney, Sr.        | nominace na cenu Emmy v kategorii Nejlepší herec v hlavní roli v minisérii nebo filmu                                                                                    |
| 2002      | Policejní okrsek                                            | Tom Gage                     | 1 epizoda |
| 2002      | Dům strachu                                                 | Derek                        | |
| 2003      | Síla lidskosti                                              | Herman Prentiss              | |
| 2003      | Everwood                                                    | Daniel Sullivan              | 1 epizoda |
| 2004      | Debating Robert Lee                                         | pan Lee                      | |
| 2004      | 10,5 stupně                                                 | prezident Paul Hollister     | |
| 2004      | Evel Knievel                                                | John Bork                    | |
| 2005      | Úsměv                                                       | Steven                       | |
| 2005      | Na Západ                                                    | Stephen Hoxie                | 1 epizoda |
| 2005–2006 | American Dad!                                               | plukovník Thacker            | 3 epizody, dabing |
| 2005–2006 | Hvězdná brána: Atlantida                                    | generál Hank Landry          | 5 epizod |
| 2005–2007 | Hvězdná brána                                               | generál Hank Landry          | 40 epizod |
| 2005–2008 | Jmenuju se Earl                                             | Carl Hickey                  | 7 epizod nominace na cenu Emmy v kategorii Nejlepší hostující herec v komediálním seriálu                                                                                |
| 2006      | Já-tě-vidím.com                                             | Harvey Bellinger             | |
| 2006      | Deset a půl stupně: Apokalypsa                              | prezident Paul Hollister     | |
| 2006      | Berlínské spiknutí                                          | plukovník Muller             | |
| 2006      | Šarlotina pavučinka                                         | Dr. Dorian                   | |
| 2007      | Two Families                                                |                              | |
| 2007      | Americanizing Shelley                                       | Gary Gordon                  | |
| 2007      | Spinning Into Butter                                        | Dean Burton Strauss          | |
| 2008      | Single with Parents                                         | Joe                          | |
| 2008      | Family Practice                                             | William Kinglare             | |
| 2008      | Hvězdná brána: Archa pravdy                                 | generál Hank Landry          | |
| 2008      | Hvězdná brána: Návrat                                       | generál Hank Landry          | |
| 2008      | Max Payne                                                   | BB Hensley                   | |
| 2009      | Zoufalé manželky                                            | Eli Scruggs                  | 1 epizoda nominace na cenu Emmy v kategorii Nejlepší hostující herec v komediálním seriálu                                                                               |
| 2009      | Dirty Politics                                              | Hank                         | |
| 2009      | Closer                                                      | detektiv Gorge Andrews       | 1 epizoda nominace na cenu Emmy v kategorii Nejlepší hostující herec v dramatickém seriálu                                                                               |
| 2010      | The Rockford Files                                          | Rocky                        | 1 epizoda |
| 2010      | Don't Fade Away                                             | Chris White                  | |
| 2010      | Kluk mojí holky                                             | Logan Young                  | |
| 2010      | Zachraňte Willyho 4: Útěk z pirátské zátoky                 | Gus Grisby                   | |
| 2011      | Bratři a sestry                                             | Nick Brody                   | 5 epizod nominace na cenu Emmy v kategorii Nejlepší hostující herec v dramatickém seriálu                                                                                |
| 2011      | Láska bolí                                                  | Hal Sacovitch                | 1 epizoda |
| 2011      | Děti moje                                                   | bratranec Hugh               | |
| 2011      | Game Time: Tackling the Past                                | Frank Walker                 | |
| 2011–2012 | Ve službách FBI                                             | agent Kramer                 | 3 epizody |
| 2011–2012 | Franklin & Bash                                             | Leonard Franklin             | 3 epizody |
| 2012      | Kolumbovo náměstí                                           | Dr. Ray Fontaine             | |
| 2012      | Eden                                                        | Bob Gault                    | |
| 2012      | Naboř a ujeď                                                | Clint Perrkins               | |
| 2013      | Rushlights                                                  | šerif Robert Brogden, Jr.    | |
| 2013      | The Goodwin Games                                           | Benjamin Goodwin             | 4 epizody |